# Dimitri Ivanovitsj Popov
Dimitri Ivanovitsj Popov (Russisch: Дмитрий Иванович Попов, Oekraïens: Дмитро Іванович Попов; 1892 – mei 1921) was lid van het Revolutionair Opstandsleger van Oekraïne. Popov diende ook in de Tsjeka en was een leider van de opstand van de Linkse Sociaal-Revolutionaire Partij tegen de bolsjewieken in juli 1918.